# لورا رابسون
 لورا رابسون (انگلیسی: Laura Robson؛ زاده ۲۱ ژانویهٔ ۱۹۹۴) یک تنیس‌باز اهل بریتانیا است.